# Badrijani
Badrijani (ბადრიჯანი, em língua georgiana), ou beringelas recheadas, é um prato popular da culinária da Geórgia, em que se usa o recheio de nozes, típico daquele país.
Cortam-se as beringelas longitudinalmente em duas ou mais partes, dependendo do tamanho delas, de modo que cada parte seja uma porção individual; cobrem-se com sal e deixam-se de lado para escoarem o excesso de líquido. Entretanto, prepara-se o recheio: refoga-se em azeite cebola cortada e alho esmagado, junta-se massa (ou puré) de tomate, açafrão, sal e pimenta, e o miolo de noz moído misturado com feno-grego, coentro moído, cravinho, coentro fresco, salsa e endro; se necessário, junta-se água (ou vinho, ou vinagre) até obter uma pasta lisa.
Lavam-se e escorrem-se as beringelas e fritam-se; depois de escorridas do óleo e frias, recheiam-se com a pasta de nozes e temperos; se forem pequenas, fecham-se juntando duas partes, se não colocam-se abertas num prato de serviço, decoradas com rodelas de tomate, ervas aromáticas cortadas e sementes de romã.